# Аустралијски гавран
Аустралијски гавран (лат. Corvus coronoides) је птица певачица у роду врана, живи у већем делу јужне и североисточне Аустралије. Дужине је 46—53 cm, има потпуно црно перје и кљун, као и сиво–црне ноге и стопала. Горњи делови су љубичасти, плави или зелени, а црно перје има сиве основе. Аустралијски гавран се разликује од Torresian crow, који се истиче код одраслих. Старији одрасли имају беле дужице, млађи имају беле са унутрашњим плавим ободом, док млади имају тамносмеђе дужице до петнаесте месеца старости, а дужице са лешником са унутрашњим плавим ободом око сваке зенице до друге године и десет месеци. Николас Ајлвард Вигорс и Томас Хорсфилд су описали аустралијског гаврана 1827. године, име његове врсте (coronoides) наглашава његову сличност са црном враном (C. corone). Препознају се две подврсте, које се незнатно разликују по узвицима и генетски се прилично разликују.
Пожељно станиште су отворене шуме и прелазне зоне. Добро се прилагођава урбаним срединама и уобичајена је градска птица у Сиднеју, Канбери и Перту. Сваштојед је, храни се разним биљкама и животињама, као и отпадом из урбаних подручја. У источној Аустралији, његов распон је снажно повезан са присуством овца и окривљен је за убијање јагњади, што је врло ретко, а најчешће тражи мртворођене животиње, као и фекалије. Аустралијски гавран је територијални, парови се углавном везују за цео живот. Узгој се одвија у периоду од јула до септембра, готово без варијација у свом опсегу. Гнездо је у облику посуде, постављена високо на дрвету или повремено у конструкцији коју је направио човек, попут ветрењаче или друге зграде.

## Таксономија и етимологија
Аустралијског гаврана су први пут описали Николас Ајлвард Вигорс и Томас Хорсфилд 1827. године, када су известили о првим белешкама Џорџа Кејла о врсти из округа Сиднеј. Његов специфичан епитет coronoides потиче од грчког corone/κορόνη „врана” и eidos/είδος „облик”. Двојица природњака су сматрали аустралијског гаврана веома сличним по изгледу црне вране (C. corone), иако су приметили да је већи са дужим кљуном. Нису му дали заједничко име. Локација где је прикупљен узорак типа није забележена, али се верује да је у округу Парамата. Кристијан Лудвиг Брем је описао Corvus affinis 1845. године, касније утврђено да представља врсту. У свом Handbook to the Birds of Australia 1865, Џон Гулд је у Аустралији препознао само једну врсту врана, Corvus australis, коју је назвао белоока врана. Користио је име Јохана Фридриха Гмелина 1788, које је претходно описао Вигорс и Хорсфилд. Године 1877. Ричард Баудлер Шарп је препознао две врсте, али је забележио да су основе перја примерка типа C. coronoides беле. Назвао је C. coronoides враном, а C. australis (као Corone australis) гавраном.  Шкотски природњак Вилијам Роберт Огилви-Грант је исправио ово 1912. године након што је поново испитао узорак типа, појаснивши врсте C. coronoides и C. cecilae.
Грегори Метјуз је описао западни подврсту perplexus 1912. године, назвавши је југозападна врана и приметивши да је мања од номиноване подврсте. Именовао ју је C. coronoides coronoides, источна врана, наводећи њену распрострањеност у Новом Јужном Велсу и описао је као подврстом, C. coronoides cecilae, називајући је северозападном враном. У истом делу је навео гаврана као Corvus marianae са типичним примерком из Госфорда и навео његов распон као Нови Јужни Велс. Навео је малог и шумског гаврана као подврсту. Метјуз је подигао C. marianae 1911. као име након што је Corvus australis Гоулд прогласио заокупљеним. Француско–амерички орнитолог Чарлс Вори је деловао као први ревизор према члану 24. Међународног кодекса зоолошке номенклатуре и одбацио је C. australis као млађег хомонима 1788. Гмелин је користио исто биномско име да опише Black nunbird ради очувања стабилности имена што су пратили каснији аутори.
Немачки орнитолог Ервин Штреземан је објединио све аустралијске вране и друге врсте све до Индије у једну врсту, C. coronoides, јер је веровао да постоји интерградација између свих карактеристика, попут боје шара и перја што је Метјуз оспорио. Краљевска аустралијска орнитолошка унија је навела три врсте (аустралијског гаврана, торезијанску и малу врану), при чему је мали гавран препознат као четврта врста 1967. године, а шумски гавран 1970. године. Штреземан је описао C. difficilis 1943. године од једног примерка, за који се сада сматра да је био аустралијски гавран.
Алтернативни називи који се понекад виђају су јужни гавран, јужна врана и Кели, последња мисао која је алудирала на Неда Келија, мада се појавила тек 1920-их. Краљевска аустралијска орнитолошка унија је сматрала јужну врану, пре него што је аустралијски гавран усвојен, као службени назив за врсту 1926. Израз врана се колоквијално примењује на било коју или све врсте аустралијске вране. Локални становници Еоре и Даруге у сливу Сиднеја су назвали аустралијског гаврана wugan.

### Еволуција и систематика
Најближи рођаци аустралијског гаврана су две врсте које се појављују у Аустралији: мали и шумски гавран. Аустралијски гавран је у блиском сродству са Torresian и малим вранама, мада није колико са осталим врстама. Почетна генетска анализа рода са једним геном помоћу митохондријске ДНК је показала да три врсте гаврана припадају једној лози, а две вране другој. Генетско одвајање међу врстама је мало и постојао је предлог да се мали гавран угнездити са аустралијским, иако су истраживачи признали да је потребно више генетског рада. Накнадна мултигенска анализа коју су користили нуклеарном ДНК 2012. је показала да источна и западна подврста аустралијског гаврана формирају две класе, генетски различите као су шумски и мали гавран, што је навело ауторе да предложе да се подврсте препознају као засебне врсте.
Ијан Роули је претпоставио да се заједнички предак пет врста одвоји негде након уласка са севера у Аустралију, што су молекуларни докази потврдили у раној плиоценској епохи пре око 4. милион година. Разишли су се шумски и мали гавран на истоку од аустралијског гаврана на западу пре око 2. милион година у раном плеистоцену. Како је клима постајала све хладнија, сушност централне Аустралије потпуно их је раздвојила. Источне птице, номадски и шумски гаврани су се разишли у шумовита склоништа. Како је клима постајала топлија, западне птице су се прошириле на исток и готово надмашиле шумске гавране на копну Аустралије. Роули је приметио да западна подврста аустралијског гаврана има особине посредне између источне подврсте аустралијског и малог гаврана.
Препознају се две подврсте:
- C. c. coronoides, номинована или источна подврста, се налази у већем делу источне Аустралије.[1] Његов распон је такође у великој корелацији са присуством оваца. Сматра се да је то због учесталости угинулих животиња, које су важан извор хране. Орнитолог Ијан Роули је сматрао да су се ширили према истоку пре европске колонизације што је сугерисало да је млађег порекла од западне подврсте, која делује статично. Појава пољопривреде је омогућила даље ширење.
- C. c. perplexus, западна подврста, настаје од Великог аустралијског залива у Јужној Аустралији, где су јој северне границе залив ајкула.[1] Мање је специјализован у свом станишту, јер не дели своју дистрибуцију са малим гавранима и није у корелацији са опсегом оваца. Западна подврста има нешто ниже узвике од источне,[1] са сличним позивима малог гаврана, мање је величине, има танак кљун, али нема разлика у перју.[1] Птице средње класе се налазе на полуострву Ер и у близини језера Ер, у Јужној Аустралији.[1]

## Опис
Дужина 46—53 cm, распон крила 100 cm и тежина око 650 g приказују да је аустралијски гавран највећа аустралијска врста гаврана. Одрасли је потпуно црн, са црним кљуном, устима и језиком и чврстим црним или сиво–црним ногама и стопалима. Tibiotarsus је потпуно пернат, Tarsometatarsus је дугачак, а стопала велика. Аустралијски гавран има белу боју дужица. Перје је са плаво–љубичастим до плаво–зеленим сјајем, зеленкасто преко ушију, у зависности од светлости. Има грлато перје са заобљеним врховима, док остале четири врсте гаврана имају рачвасте врхове, што се на терену тешко може видети. Перја на врату су дужа од осталих четири врста када се подигну. Трећина горње мандибуле, укључујући нос и назални жлеб, је прекривена природним длакама. Дугачак је до 3 cm. Кљун на врху има благу куку и дужи је од главе. Крила су дугачка и широка, са најдужим који допире до краја репа док птица мирује. Реп је заобљен или клинаст.
Аустралијски гавран се може разликовати од две врсте врана које се појављују у Аустралији по сивој основи перја, која је код друге врсте бела. Разграничење између бледих и црних регија на перју је постепена код гаврана и оштро оцртана код врана. Основе перја се обично не виде када се посматрају птице на пољу, али понекад се могу видети и по ветровитом дану ако је перје наборано. За разлику од остале четири врсте, аустралијски гавран има мрљу испод коже што се тешко може уочити на терену. Три врсте гаврана имају шире груди од две врсте врана. Релативна величина је корисна само када се две врсте могу видети једна поред друге, јер је преклапање у величини велико, а разлика мала.
Млади личе на одрасле, али им недостаје гркљан, понекад имају розе кљун који је краћи код младих, а основа му је ружичаста, врх светлосив. Перје је више наборано и мекше по изгледу, нема сјајне одсјаје и често има смеђу нијансу. Гола кожа на грлу је ружичаста код птица које су недавно напустиле гнездо. Боја очију варира са годинама, постепено светли. Млади до четири месеца имају плаво–сиве дужице, у периоду од четири до петнаест месеци имају тамносмеђе, а незреле птице имају шарене дужице са унутрашњим плавим ободом око сваке зенице до две године и десет месеци. Незреле птице старије од годину дана развијају перје на врату, док неке ружичасте боје остају све док птица не напуни две или три године.

### Вокализације
Територијални узвици аустралијског гаврана је спор, висок ah-ah-aaaah, сличан готово отвореном предњем нелабијализованом самогласнику са последњом извученом нотом. Користи овај позив за комуникацију са другим аустралијским гавранима у околини. Приликом упућивања овог позива, заузима хоризонтално држање, држећи главу напред и тело паралелно са земљом, док се налази на истакнутом положају. Рашчишћава нокте и спушта реп, а понекад држи кљун отворен између позива. Насупрот томе, мали и шумски гавран држе своја тела у усправном положају. Овај позив постаје гласнији ако неовлашћени посегне на територију аустралијског гаврана. Пет аустралијских врста је веома тешко разликовати, при чему су узвици најупечатљивије разлике иако је извлачење последње ноте, за коју се дуго сматрало да се бележи само за аустралијског гаврана, забележено и код других врста стога није дијагностичка.
Јачина, висина, темпо и редослед нота се могу мењати у зависности од поруке коју аустралијски гавран намерава да пренесе. Постоје разни контактни позиви, пар често производи тихи звук мрмљања када се међусобно привлаче током одмора. Птице упућују позиве и јављају се ако су привремено ван видокруга док траже храну. У јатима праве висок caa док лете изнад друге територије као транзитни позив да означе да управо пролазе. Аустралијски гавран производи дужи caa са нагибом према доле како би означио повратак свог партнера у гнездо.

## Распрострањеност и станиште
Аустралијски гавран је уобичајен у источној и јужној Западној Аустралији (популације су повезане уским појасом преко Нуларбор равнице), али је ређи и раштрканији на северу, са ређим виђањима у Квинсленду и постају све чешћи јужно од Рокхемптона. Налази се у целом Новом Јужном Велсу, мада је неуобичајен на североистоку државе. Редак је на аустралијским Алпима, где га замењује мали гавран. Јавља се широм Викторије и источне јужне Аустралије, преко полуострва Еј и Нуларбор равнице до Западне Аустралије, преко северне савезне државе. Налази се на неким приобалним острвима попут острва Ротнест и Кангаро. Ретко је забележен на Лорд Хау. Није потврђена његова распрострањеност на Новом Зеланду 1870-их.
Аустралијски гавран се може наћи у широком спектру природних и модификованих станишта. Потребна је доступна вода и дрвеће (или зграде) за ноћење или седење. Пожељна станишта укључују шуме богате еукалиптусом и пољопривредно земљиште у близини дрвећа. Такође се налази у вриштинама и мангровима. У подручјима где се јавља са малим гавраном, преко већег дела централног Новог Јужног Велса, Викторије и у Јужној Аустралији, аустралијски гавран је ограничен на шумовитија подручја, док мали гавран преферира отворенија. Такође, у унутрашњости Аустралије може делити домет са малим гавраном, јер се њих двоје не такмиче. Међутим, распони шумског гаврана сличне величине и Torresian crow се само мало преклапају са аустралијским гавранима јер се сва три такмиче међусобно. У централним и западним регионима аустралијски гаврани и Torresian crow се боре за разбацана стабла и изданке. Јавља се заједно са шумским гавранима на североистоку Новог Јужног Велса. Аустралијски гавран се прилагодио људском становању у неким градовима и најчешћа је врана у Канберу, Сиднеју и Перту, а у Мелбурну и Аделејду је замењен малим гавраном и Torresian crow у Бризбејну. Његов велики распон, бројност и све већи број су утицали на класификацију као најмање угрожен на Црвеној листи IUCN.

## Понашање
Потешкоће у разликовању аустралијских гаврана су отежале разумевање сезонских кретања. Сматра се да је аустралијски гавран углавном седентаран, са већином кретања преко 16 km због јата птица које се не размножавају. Млади напуштају родитеље и придружују се јатима са четири или пет месеци. Мања јата од 8—30 птица остају на површини од око 260 квадратних километара, док већа јата имају до 300 птица и могу прећи стотине километара тражећи храну.
Један гнездећи пар и њихово легло могу заузети територију до око 120 хектара и остати тамо током целе године, мада групе гаврана могу ући у ово подручје ради сточне хране. Аустралијски гаврани бране своју територију трчећи, повремено ударајући у леђа птице предаторе, лисице или чак људе. Углавном се паре до краја живота, мада се повремено показало да се један мужјак пари са две женке на суседним територијама. Ако женка угине, мужјак аустралијског гаврана одржава територију и проналази другог партнера, док ако мужјак угине, женка напушта територију. Није примећено никакво удварање, а врстама које се паре за цео живот често недостају сложени прикази удварања. Када почну да се размножавају са три године, живе у просеку још четири до пет година када у просеку годишње добију два преживела млада. Најдуговечнији аустралијски гавран је забележен одрасли (од најмање три године) који је 12 година и 5 месеци касније поново ухваћен.
Аустралијски гаврани углавном ходају док се крећу по земљи, иако скачу кад журе. Често се дотерују, посебно током одмора у току дана. Такође се чисте тако што међусобно чешљају главу и врат, што се дешава посебно на јесен, зиму и пролеће и важно је за повезивање парова. Било који члан може то започети, слетањем близу друге птице, савијањем главе према напред и представљањем потиљка.

### Узгој
Аустралијски гаврани почињу да се размножавају када напуне три године. Сезона парења је од јула до септембра, без значајних разлика у времену, упркос томе што насељава низ различитих климатских услова и станишта на 19 степени географске ширине. Ровлеј је истакао да је ово необично понашање за врсте птица са широким распоном и претпоставио је да се узгој започиње дужином дана. Ретко се узгој може обавити у мају, јуну или октобру. Аустралијски гаврани се углавном гнезде на високим стаблима, никада близу земље, као што то чине неке врсте. Гнездо такође функционише као видиковац, па се бирају висока стабла. Гаврани се повремено гнезде на зградама, телеграфским стубовима или ветрењачама када нема високог дрвећа. Ветрењаче су помогле ширењу врсте у Северном Квинсленду и на северној територији. Највише забележено гнездо у Аустралији је пронађено на врху торња у Сиднеју.
Гнезда су генерално велика и неуредна, а састоје се од чиније обложеном травом, кором и перјем које може бити до 5 cm дебљине. Пошто су релативно тешка, изграђена су на већем дрвећу, а не у крошњама. Изградња гнезда у почетку често захтева много времена јер птице покушавају (а често и не успевају) да закаче грање, који су 30—60 cm дуга и 0.6—1.2 cm дебела. Тањи штапићи и коренови се користе за прављење чиније пре него што се обложи перјем. Оба партнера граде гнездо, женка преузима облогу гнезда, док мужјак доноси материјал. Сваке године се граде нова гнезда, јер би поновна употреба старих могла ширити болести или паразите, гнезда се затрпавају фекалијама. Стара гнезда се често и распадају у року од дванаест месеци због својих локација. На женки се појави комад голе коже на доњем делу птице који поцрвени и постаје много опсежнији отприлике три недеље пре него што снесе прво јаје. Кожа је едематозна и наборана, па се поново не перја све до децембра након завршетка сезоне парења.
Њихове локације отежавају праћење. Гнездо може садржати до шест јаја, иако је обично снесено четири или пет, што је најчешће. Величине је 45—30 mm, јаја су бледозелена или плавичастозелена са тамнијим маслинастим, смеђим и црнкастим ознакама. Јаја су прилично променљива, па се не може поуздано идентификовати ко их је положио. Инкубацију јаја обавља само женка старија од 20 дана. Инкубација је у почетку испрекидана и постаје константна до сношења трећег или четвртог јајета. Годишње се узгаја само једно легло, мада се може поставити друго ако се прво изгуби почетком сезоне. Касне имају лошу стопу преживљавања зато тога што млади дехидрирају у врелим данима како година одмиче или их поједу орлови. Млади се рађају беспомоћни, голи и слепи и остају у гнезду дужи период. Имају ружичасту кожу до петог дана, када перје испод коже посиви, истовремено губе јајни зуб. Очи им се почињу отварати са пет до шест дана и потпуно су отворене са једанаест до дванаест дана, када им перје почиње излазити. Са четрнаест дана почиње да се појављује њихово примарно перје, а потпуно су пернати до 35—36 дана. Напуштају гнездо са 40—45 дана, а након тога остају са родитељима три до четири месеца. Прате своје родитеље и моле за храну први месец изван гнезда, али их хране до трећег месеца. Млади се често нападају када уђу на суседне територије, а долази до сукоба док њихови родитељи покушавају да их одбране и врате их у гнездо.

### Храњење
Аустралијски гавран је сваштојед, иако једе више меса него мањи лешинари. Његова летња исхрана садржи велики број инсеката, док се у јесен једе више биљних намирница. Месо чини преко половине исхране зими. Бескичмењаци који се обично једу укључују пауке, диплоподе, стоноге (којима гаврани одсецају главу пре јела), скакавце, цицаде и гусенице (нарочито из породице Noctuidae), који су важни за исхрану младих. Понекад једу Cherax destructor, глистама се ретко хране што је неуобичајено за сваштоједе који се хране на земљи. Већина сисара се једу као лешине, јер су многе врсте превелике како би их убили, иако су млади зечеви чест плен. Аустралијски гаврани често пију воду, до десет пута дневно по топлом времену. Запажено је да птице потапају комаде меса у воду пре него што их поједу, као тврде кексе како би били влажни и мекани.
Аустралијски гаврани, као и многи други лешинари, имају иновативне методе тражења хране. Тражење се врши рано ујутро или касно поподне када се птице одмарају у топлијем делу дана. Храна се узима углавном са земље, међутим, повремено се хране дрвећем. Аустралијски гаврани се хране лишћем еукалиптуса и посвећују знатну количину времена у тражењу гнезда и јаја за јело. Познато је и да узимају лоптице за голф са отвореног простора, мешајући их са јајима. Чешће истражују кљуном него ногама, окрећу предмете на земљи (камење или штапове), држе или хватају храну током лета. Аустралијски гаврани најчешће једу храну тамо где је нађу, осим ако храну не узимају за младе. Повремено су примећени како затрпавају убијену животињу у рупи у близини како би је ускладиштили. Исецкано месо пакују у уста испод језика. Аустралијски гаврани су се прилагодили једењу остатака хране у урбаним срединама, попут школских игралишта, смећа, канти изван супермаркета или ресторана, кланица, свињаца и фарми. У једној студији је примећено да се хране нектаром из цветова еукалиптуса. Аустралијски гаврани се понекад хране у јатима мешовитих врста са било којом од друге четири врсте. Понекад су агресивни према малима ако су обоје у извору хране и терају их, мада не ако мале врсте знатно надмашују веће.

### Паразити и предатори
Свињски цирковирус је извађен из аустралијског гаврана који је патио од лезија перја 2006. године. Има афинитете ка канарском (CaCV) и голубим цирковирусом (PiCV), клинички значај није познат. Зараза крпељом је ретка код аустралијског гаврана, са забележеним Ixodes holocyclus и Amblyomma triguttatum. Ваши и Hippoboscidae су забележене, али мало истражене, а у једном гнезду забележена је зараза Passeromyia longicornis.
Passeromyia longicornis лови одрасле, гнездеће и младе аустралијске гавране, док Hieraaetus morphnoides такође узима младе, а забележена је и Ninox strenua која убија одрасле. Друге птице грабљивице се виде као претње, али нема доказа да су успешно ловили гавране. Риђа лисица се такмичи са аустралијским гавранима за лешине и може их отерати, као и убити младе које улови на тлу. Кукавица Лакрдијаш са Scythrops novaehollandiae је забележена као паразит легла.

## Однос са људима
Аустралијски гаврани понекад умиру пуцањем или тровањем, углавном од стране пољопривредника. Упркос њиховој наклоности убијању на путевима, возила гађају мањи гаврани. Истраживања 1950-их и 60-их година су показала да је 64% аустралијских гаврана страдало у првој години живота. Незреле птице су у највећој опасности да угину. Аустралијски гавран је мирољубива птица која не показује агресију према људима или другим птицама без разлога. Међутим, аустралијског гаврана често криве за губитак младих јагњади. Научна запажања на југоистоку земље су показала да је убијање здравих јагњади ретко, али да су болесне животиње биле предиспониране за напад. Аустралијски гаврани углавном једу фекалије (често из јагњећег ануса), послерођену или мртворођену јагњад. Измет новорођеног јагњета је хранљив, садржи око 21—44% протеина, 9—37% масти и 10—30% угљених хидрата. Има конзистенцију посластице, често се лепи за јагњећу задњицу или реп због чега га гавран угриза, држећи се и ходајући иза њега кад се пробуди. Здраво јагње би реаговало тако што би побегло или ударило птицу, али болесно не би реаговало и било би додатно нападнуто јер упозорава птицу да је рањиво. Рањена јагњад такође могу подлећи инфекцији клостридије јер су ове бактерије присутне на гавранима. Аустралијски гаврани доносе одређене користи пољопривредним површинама јер чисте лешине и једу инсекте који потенцијално штете усевима. У подручјима Западне Аустралије, врста је класификована као штеточина у пољопривреди према одредбама Agriculture and Related Resources Protection Act 1976, што дозвољава пуцање на приватном земљишту у руралним подручјима, иако се препоручује да би га требало размотрити тек након што су остале опције исцрпљене.

### У домородачкој култури
У митологији аустралијских староседеоца, врана је варалица, културни херој и биће предака. У нацији Кулина, у централној Викторији, био је познат као Waa (такође Wahn или Waang) и сматран је за један од два аустралијска абориџинска предка, а други је Aquila audax. Легенде о аустралијским гавранима су примећене у различитим групама и културама аустралијског домородачког језика широм Аустралије.
Народ југозападне Аустралије је аустралијског гаврана називао Waardar и описивао као лукавог и непредвидивог. Поделили су га на waardarng-maat и marrnetj-maat.